# Drezdenko
Pour les articles homonymes, voir Driesen.
Drezdenko (prononciation : [drɛzˈdɛŋkɔ]) - (en allemand Driesen) est une ville de Pologne. Elle se trouve dans le district (Powiat) de Strzelce-Drezdenko (powiat strzelecko-drezdenecki) qui fait partie de la voïvodie de Lubusz.

## Situation géographique
Drezdenko est située sur la Noteć, à la frontière entre la Poméranie et la Grande-Pologne, 40 km à l’est de Gorzów Wielkopolski.
La route 160 relie Drezdenko à Słupsk, Koszalin, Gdańsk et Poznań. La route 158 permet de rejoindre Gorzów Wielkopolski. La ville est traversée par la ligne ferroviaire reliant Krzyż et Kostrzyn.

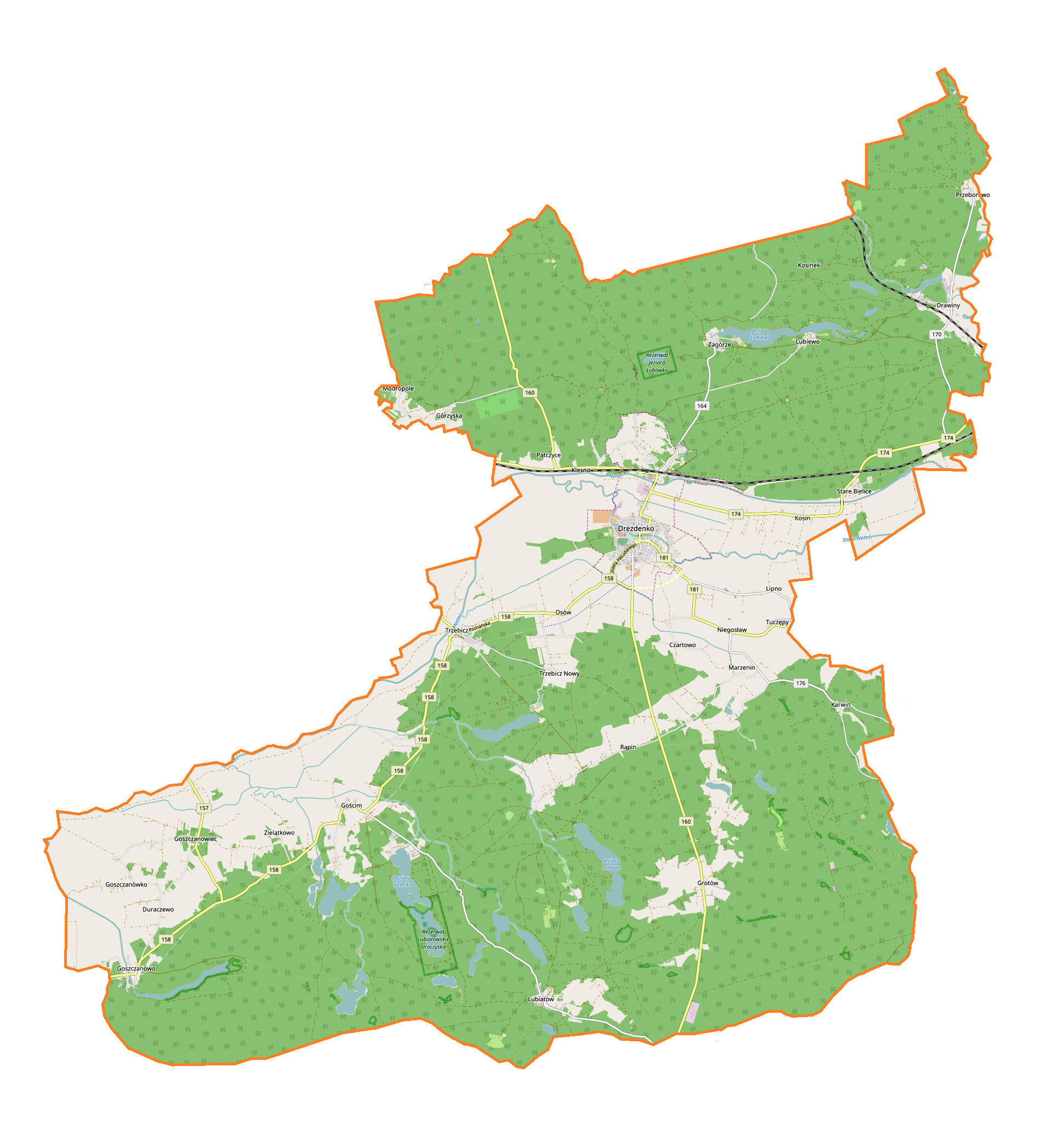
Carte de la gmina de Drezdenko.

## Histoire
Drezdenko est une des plus anciennes places fortes polonaises sur la frontière avec la Poméranie. Elle est mentionnée pour la première fois en 1092 dans la chronique de Gallus Anonymus sous le nom de Drzeń. Au XIIe siècle, elle devient le siège d’un castellan. Vers 1296, le Brandebourg s’empare de la ville. Les Polonais la récupèrent brièvement de 1309 à 1314. En 1317, une charte est remise à la ville. En 1356, elle devient un fief de la Pologne, passe aux mains des Chevaliers Teutoniques en 1405, est achetée par Frédéric II de Brandebourg en 1454. En 1622, un incendie ravage la ville. En 1637, la ville est totalement détruite par les Suédois. En 1763, une nouvelle ville est fondée à côté de l’ancienne.
À partir du XIXe siècle, l’industrie se développe : métallurgie, céramique et industrie du bois.
Jusqu'en 1945, Driesen fait partie de l'arrondissement de Friedeberg-en-Nouvelle-Marche dans le district de Francfort au sein de la province de Brandebourg.
Pendant la Seconde Guerre mondiale, les Allemands installent dans la ville des camps pour des prisonniers français, italiens et yougoslaves astreints au travail obligatoire.
Après la Seconde Guerre mondiale, avec la mise en œuvre de la ligne Oder-Neisse, le village retourne à la République populaire de Pologne. La population d'origine allemande est expulsée et remplacée par des Polonais.
En 1967, la ville nouvelle et la vieille ville fusionnent.

## Économie
Drezdenko est un centre industriel :
- industrie du bois
- industrie agroalimentaire
- métallurgie
- Industrie papetière

## Monuments
- l’ancien arsenal (XVIIe siècle), devenu aujourd’hui un musée
- le palais de style baroque entouré par un parc
- l’église paroissiale (1898-1902)
- une vieille maison de 1667
- l’hôtel de ville de style néogothique
- le vieux château d'eau

## Jumelages
- Winsen (Allemagne)
- Wörth am Rhein (Allemagne)